# Barytatocephalus flavus
Barytatocephalus flavus là một loài tò vò trong họ Ichneumonidae.